# Years of Refusal
Albums de Morrissey
Ringleader of the Tormentors
(2006)
Singles
1. I'm Throwing My Arms Around Paris
Sortie : 9 février 2009
2. Something Is Squeezing My Skull
Sortie : 27 avril 2009

Years of Refusal est le neuvième album solo du chanteur britannique Morrissey.

## Liste des titres
| No  | Titre                             | Durée |
| --- | --------------------------------- | ----- |
| 1.  | Something Is Squeezing My Skull   | 2:38  |
| 2.  | Mama Lay Softly on the Riverbed   | 3:53  |
| 3.  | Black Cloud                       | 2:48  |
| 4.  | I'm Throwing My Arms Around Paris | 2:31  |
| 5.  | All You Need Is Me                | 3:13  |
| 6.  | When Last I Spoke to Carol        | 3:24  |
| 7.  | That's How People Grow Up         | 2:59  |
| 8.  | One Day Goodbye Will Be Farewell  | 2:57  |
| 9.  | It's Not Your Birthday Anymore    | 5:10  |
| 10. | You Were Good In Your Time        | 5:01  |
| 11. | Sorry Doesn't Help                | 4:03  |
| 12. | I'm Ok By Myself                  | 4:48  |